# Улкен-Бокен
Улке́н-Боке́н (каз. Үлкенбөкен) — село у складі Кокпектинського району Абайської області Казахстану. Адміністративний центр Улкен-Букенського сільського округу.
Населення — 1296 осіб (2021; 1698 у 2009, 2298 у 1999, 2799 у 1989).
Національний склад станом на 1989 рік:
- казахи — 51 %
- росіяни — 27 %

Станом на 1989 рік село називалося Велика Буконь.